# Prästeståndets ledamöter vid riksdagen 1840–1841
Vid riksdagen 1840–1841 ingick följande ledamöter i prästeståndet.
Biskoparna och pastor primarius i Stockholm var självskrivna, medan övriga präster utsågs för respektive stift. Prästerskapet i Stockholms stad utsåg egna företrädare. Därtill skulle universiteten samt Vetenskapsakademien utse riksdagsmän, vilka skulle ingå i prästerskapet i dess egenskap av det lärda ståndet. Uppsala och Lunds universitet skulle utse vardera minst en, högst två riksdagsmän, som skulle vara "Profeßor från de werldslige Faculteterna", medan Vetenskapsakademien skulle utse två "Ofrälse Civile Ledamöter" som riksdagsmän.
Tre av samtidens mest framstående svenska författare, Esaias Tegnér, Erik Gustaf Geijer och Frans Michael Franzén, ingick bland prästeståndets ledamöter vid denna riksdag.
Stiften förtecknas i den ordning de anges i prästeståndets protokoll.

### Uppsala ärkestift
- Ärkebiskop Carl Fredrik af Wingård
- Erik Agrell
- Carl Fredrik Björkman
- Olof Nordhammar
- Per Persson Svedelius
- Erik Samuel Ödmann

### Linköpings stift
- Biskop Johan Jacob Hedrén
- Carl Erik Hallström
- Lars Laurenius
- Gustaf Fredrik Lindmark
- Christian Stenhammar
- Jacob Östberg

### Skara stift
- Biskop Johan Albert Butsch
- Lars Peter Afzelius
- Johan Källgren
- Sven Magnus Liedzén
- Sven Lundblad

### Strängnäs stift
- Biskop Hans Olof Holmström
- Wilhelm Gumælius
- Herman Lahng
- Johan Jacob Nibelius
- Anders Nils Åstrand (död 10/12 1840)
  - Georg Helén (från 13/3 1841)

### Västerås stift
- Biskop Gustaf Nibelius
- Erik Bergqvist
- Anders Bruhn (till 25/7 1840)
  - Anders Källström (från 24/10 1840)
- Gabriel Hwasser
- Pehr Gustaf Svedelius
- Lars Christian Thunelius

### Växjö stift
- Biskop Esaias Tegnér
- Samuel Elmgren
- Johan Wieslander (död 26/12 1840)
  - Carl Emanuel Bexell (från 8/3 1841)
- Jonas Israel Öhrnberg

### Lunds stift
- Biskop Wilhelm Faxe (frånvarande)
- Christian Gissel Berlin
- Carl Hallbeck
- Kristoffer Sylvan
- Johan Henrik Thomander

### Göteborgs stift
- Biskop Anders Bruhn (från 25/7 1840)
- Sven Peter Bexell
- Justus Osterman
- Carl Adolf Thudén

### Kalmar stift
- Biskop Anders Carlsson af Kullberg
- Pehr Ahlqvist
- Anders Sandberg

### Karlstads stift
- Biskop Carl Adolph Agardh
- Karl Ludvig Lalin
- Torbjörn Morén

### Härnösands stift
- Biskop Frans Michael Franzén
- Anders Abraham Grafström
- Anders Sidner
- Adolf Säve

### Visby stift
- Biskop Christopher Isac Heurlin
- Johan Gahne
- Henrik Lyth

### Stockholms stad
- Pastor primarius Carl Peter Hagberg
- Mårten Christoffer Bergvall
- Carl Fredric Dahlgren
- Josef Wallin

### Uppsala universitet
- Erik Gustaf Geijer

### Lunds universitet
- Bengt Magnus Bolméer

### Vetenskapsakademien
- Gabriel Poppius
- Anders Retzius